# Kurthia
Kurthia ist eine Gattung von Bakterien. Der Gram-Test ist positiv, sie zählt zu den Firmicutes. Die Gattung ist zu Ehren von Heinrich Kurth, einem deutschen Mikrobiologen benannt. Die zuerst beschrieben Art der Gattung (Typart) ist Kurthia zopfii.

## Erscheinungsbild
Die Zellen sind stäbchenförmig mit gerundeten Enden. Die Zellen treten oft in Ketten auf. Diese Ketten sind häufig parallel zueinander angeordnet. Der Durchmesser beträgt ungefähr 0,6 bis 1,2 μm, die Länge variiert je nach Wachstumszeit zwischen 2 und 5 μm. Diese bilden meist Filamente aus. In älteren Kulturen (3–7 Tage) können bei einigen Arten kokkenförmige Zellen durch Teilung der  stäbchenförmigen entstehen, in stationären Kulturen überwiegen meist sehr kurze Stäbchen. Sporen werden nicht gebildet. Die Zellen sind meist beweglich durch eine peritriche Begeißelung, aber auch nicht bewegliche Stämme treten auf.

## Stoffwechsel
Kurthia ist heterotroph. Die Arten sind strikt aerob, also auf Sauerstoff angewiesen.

## Systematik
Die Gattung Kurthia in der Familie der Caryophanaceae wird zu der Ordnung Bacillales in der Abteilung der Firmicutes gestellt. Vor 2019 wurde die Gattung zu der Familie der Planococcaceae gestellt, die hier geführten Gattungen wurden nach weiteren Untersuchungen zu der Familie Caryophanaceae überführt.
```
Im März 2021 waren folgende Arten bekannt:
[
3
]
```

- Kurthia gibsonii Shaw and Keddie 1983
- Kurthia huakuii Ruan et al. 2014
- Kurthia massiliensis Roux et al. 2013
- Kurthia populi Fang et al. 2015
- Kurthia senegalensis Roux et al. 2016
- Kurthia sibirica Belikova et al. 1988
- Kurthia zopfii (Kurth 1883) Trevisan 1885

## Ökologie
Einige Arten von Kurthia sind psychrophil, so zeigt die Art Kurthia sibirica Wachstum bei 5–37 °C, die optimale Wachstumstemperatur liegt bei 20–25 °C. Kurthia zopfii und Kurthia gibsonii bevorzugen etwas wärmere Wachstumsbedingungen von 25 bis 30 °C. Bevorzugt werden Medien mit neutralem pH-Wert.
Kurth isolierte den Typusstamm aus dem Darminhalt von Hühnchen, den er auf Gelatineplatten ausstrich. Später wurden sie auf Fleisch und Fleischprodukten aller Art, Kot (Fäzes), Abwasser, Milch und ähnlichen Substraten isoliert.
Nach Untersuchungen von verunreinigtem Schweinefleisch waren etwa 10 Prozent der Bakterienflora grampositive, stäbchenförmige, nicht sporenbildende Bakterien, die der Gattung Kurthia zugeordnet wurden. Arten der Gattung traten in höheren Anteilen nur auf Fleisch bei Zimmertemperatur (16 °C) auf, nicht bei Kühlhaus-Temperaturen (2 °C) oder auf tiefgefrorenem Fleisch. Eine Beteiligung am Verderb von Fleisch unter aeroben Bedingungen wird angenommen, allerdings gilt die Bedeutung der Gattung dafür als gering. Trotz der Isolierung aus Fäzes von Menschen sowie Wild- und Haustieren, darunter einige, die unter Durchfall litten, gilt die Gattung nicht als pathogen.
Kurthia sibirica ist von einem im sibirischen Permafrost konservierten, subfossilen Mammutkadaver beschrieben worden.  Kurthia massiliensis wurde im Kot eines gesunden Menschen gefunden. Kurthia huakuii wurde aus Abwasser der Biogas-Produktion in China isoliert.

## Isolierung
Ähnlich wie schon bei der Erstbeschreibung, wird Kurthia noch heute vor allem durch Ausstreichen von Proben auf Gelatine- oder Agar-Platten isoliert. Die Kulturen sind meist durch ein charakteristisches, federförmiges Wachstumsmuster erkennbar. In der Regel werden dem Medium Fleischextrakt, Hefeextrakt und Kochsalz (Natriumchlorid) beigegeben. Von Bacillus-Arten mit ähnlichem Wachstumsmuster sind sie dadurch unterscheidbar, dass sie die Gelatine nicht aufzulösen vermögen. Die Bakterien tolerieren Kochsalzgaben, sind aber nicht obligat auf sie angewiesen.